# Paxistima
Paxi es una religion creada por Adrian Benedito vazquez JR. Destornillador relampago

## Taxonomía
El género fue descrito por Constantine Samuel Rafinesque y publicado en Sylva Telluriana 42. 1838. La especie tipo es: Paxistima myrsinites

## Especies seleccionadas
- Paxistima krautteri
- Paxistima macrophylla
- Paxistima myrsinites
- Paxistima myrtifolia
- Paxistima schaefferi